# Narrow Island
Narrow Island är en ö i territoriet Falklandsöarna (Storbritannien). Den ligger i den nordvästra delen av landet. Arean är 3,2 kvadratkilometer.
Terrängen på Narrow Island är mycket platt. Öns högsta punkt är 14 meter över havet. Den sträcker sig 1,7 kilometer i nord-sydlig riktning, och 5,7 kilometer i öst-västlig riktning. På ön finns gräsmarker.